# Textlinktausch
Ein Textlinktausch ist die Verknüpfung zweier Internetseiten untereinander, die einen normalen, textbasierten HTML-Hyperlink verwenden. Als Linkpartner werden die beteiligten Websites bezeichnet. Textlinktausch als SEO-Maßnahme ist Teil des Linkaufbaus.

## Ziele
Ein Textlinktausch hat das Ziel, neue Besucherströme von der verlinkenden Seite auf die verlinkte Seite zu ziehen. Darüber hinaus wird die Methode für die Suchmaschinenoptimierung im Rahmen des Linkbuilding benutzt. Der Link dient dann zur Verbesserung der Platzierung der verlinkten Webseite in den Suchergebnissen. Diese ergibt sich aus der Funktionsweise von Suchmaschinen. Diese suchen Internetseiten nach Links ab, um auf diese Weise zum einen die Anzahl der eingehenden Links auf eine bestimmte Seite zu ermitteln, gleichzeitig aber auch die Linktexte mit dem Inhalt der Zielseite abzugleichen. Dieses Prinzip der Linkpopularität hat das Ziel, die Wichtigkeit einer Seite in einem bestimmten Kontext (Suchanfrage) zu bewerten.
Ein Linktausch zur Verbesserung der Suchergebnisse widerspricht i. d. R. den Richtlinien der Suchmaschinenbetreiber.

## Arten
Es gibt mehrere Formen des Linktausches.

### Reziproker Linktausch
Der am einfachsten zu handhabende Typ ist der reziproke Linktausch: In diesem Fall werden zwei Webseiten direkt miteinander verlinkt.

### Nicht-reziproker Linktausch
Beim nicht-reziproken Linktausch sind mehr als zwei Webseiten beteiligt – im einfachsten Fall drei. Eine Person betreibt in diesem Fall entweder mehrere Webprojekte unter verschiedenen Domains oder er besitzt sogenannte Linktauschprojekte. Diese Projekte dienen ausschließlich dazu, Links zu anderen Webseiten zu setzen, um dadurch von dem Partner Backlinks zu seinem Hauptprojekt zu erhalten.
Eine weitere Möglichkeit besteht darin, mit mehreren Linkpartnern ein Linktausch-Netzwerk zu erschaffen, so kann beispielsweise die Person A zu C verlinken, Linkpartner C verlinkt zu B und B zu A.
Ziel der Drei-Wege-Links ist es, den Linktausch für Suchmaschinenbetreiber schwerer erkennbar zu machen. Je mehr unterschiedliche Linkpartner in einem Netzwerk zusammenarbeiten, desto schwieriger wird es für Suchmaschinen, diese Netzwerke aufzuspüren.

## Entwicklung
Wurde anfänglich nur die Anzahl der eingehenden Links durch die Suchmaschinen gezählt, wurden die Verfahren der Suchmaschinen aufgrund des sich rasant entwickelnden Spam kontinuierlich verfeinert. Neben der Mitbewertung der Linktexte spielt heute auch der Linktyp eine Rolle. So werden von Suchmaschinen oft reziproke Links von Nicht-reziproken Links unterschieden, was den Tausch von Links erschwert.

## Tauschbörsen und Artikelverzeichnisse
Zur Vereinfachung des Textlinktausches existieren Tauschbörsen. Diese lassen sich in manuell verwaltete und automatisierte Systeme sowie kommerzielle und nicht-kommerzielle unterteilen. Teilnehmer laufen Gefahr, bei Suchmaschinen negativ eingestuft zu werden, da der Betreiber einer Suchmaschine theoretisch selbst als Linktauschpartner auftreten könnte. Dennoch wird Linktausch, neben dem Kauf von Links, derzeit noch immer als effektives Mittel zur Suchmaschinenoptimierung eingesetzt.
Eine Zeit lang wurden auch Artikelverzeichnisse zur Generierung von Links verwendet, dort werden Links gegen Inhalte getauscht. Allerdings werten die Suchmaschinen solche Links nicht mehr sehr stark.

## Linktauschprogramme
Ein Linktauschprogramm ist eine Software, die den Textlinktausch für Webseitenbetreiber oder Suchmaschineoptimierer unterstützt. Im Vordergrund steht hierbei die Verwaltung von Links und Linkpartnern sowie die Akquise neuer Partner. Linktauschprogramme verstoßen meistens gegen die Richtlinien der Suchmaschinenbetreiber.

## Sonstiges
Der Begriff Linkpartner kann nach einem Beschluss des Deutschen Patent- und Markenamtes nicht als Marke geschützt werden, da er allgemein beschreibend ist.